# Biblioteca din Alexandria

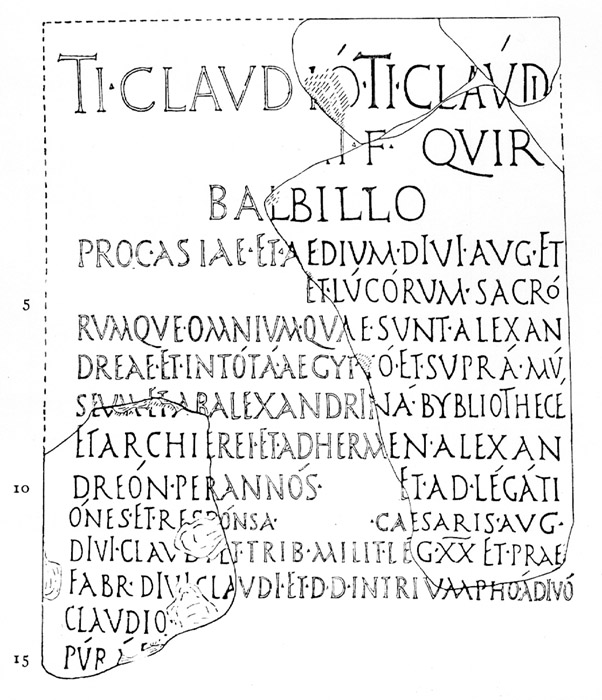
Inscripție latină despre Tiberius Claudius Balbilus din Roma (cca. AD 79) în care se menționează Biblioteca din Alexandria ca "ALEXANDRINA BYBLIOTHECE" (rândul opt).

Biblioteca din Alexandria a fost cea mai renumită bibliotecă a antichității. Situată în Alexandria, adevărată metropolă a civilizației greco-romane din Egiptul antic, conținea peste 900.000 de pergamente.

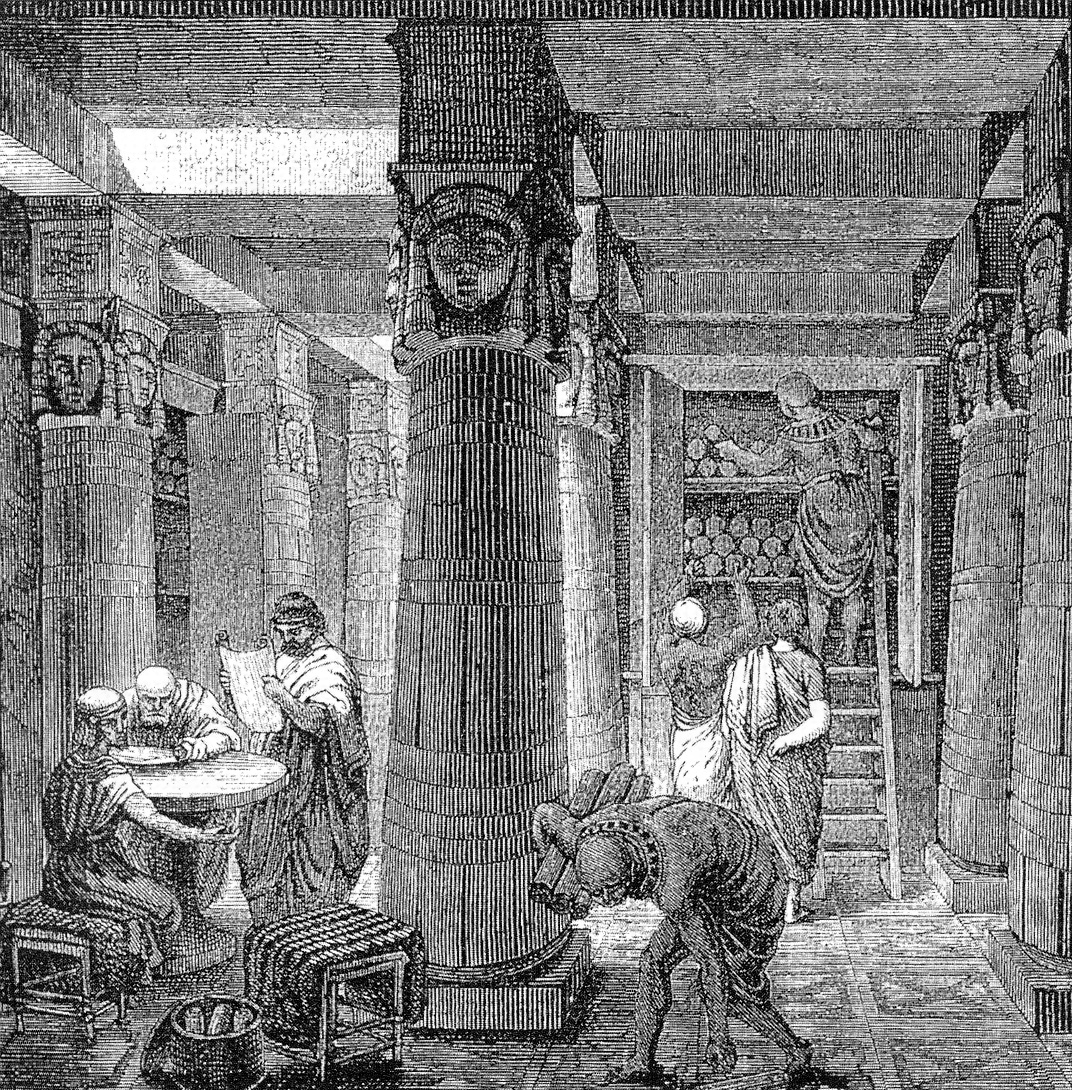
Biblioteca antică din Alexandria; desen de O. Von Corven

## Întemeierea și evoluția
Întemeiat în jurul lui 332 î.Hr. de Alexandru cel Mare, orașul Alexandria s-a dezvoltat în continuare și în vremea lui Ptolemeu I. Acesta din urmă a construit, în 288 î.Hr., un muzeu (palat al muzelor), care găzduia o universitate, o academie și o bibliotecă. La început mărimea bibliotecii se ridica la 400.000 de volume (papirusuri), ca pe timpul lui Cezar să ajungă la 700.000.

## Distrugerea bibliotecii
Sunt patru variante care încearcă să explice dispariția celei mai mari biblioteci a antichității:
- războiul civil dintre Cezar și Pompei (48 î.Hr.)
- conflictele pentru putere dintre păgâni și creștini (250 - 350)
- decretul lui Theodosius din 391
- cucerirea arabă din jurul anului 650

Actualmente doar doua dintre ele au însă susținerea cercetătorilor.
Distrugerea parțială a bibliotecii este atribuită perioadei din timpul războiului civil de la sfârșitul sec. III AD, iar o aripă a bibliotecii a fost distrusă de creștini în anul 391 AD, în urma edictului dat în acel an de către împăratul Theodosius prin care religiile păgâne erau scoase în afara legii.

## Actuala bibliotecă

Actuala bibliotecă

Noua Bibliotecă din Alexandria (Bibliotheca Alexandrina) are ca deziderat renașterea spiritului savant al deschiderii specifice celei originale. Este mai mult decât o simplă bibliotecă deoarece conține:
- biblioteca, cu milioane de cărți;
- o arhivă conectată la Internet;
- șase biblioteci specializate:
  - artă și materiale multimedia și audiovizuale
  - copii
  - tineret
  - formate micro
  - cărți rare și de colecție
- trei muzee
  - antichități
  - manuscrise
  - istoria științei
- un planetariu
- un exploratoriu
- culturama, o panoramă culturală expusă pe nouă ecrane. Câștigătoare a mai multe premii, reprezintă în primul rând o expunere a moștenirii culturale a Egiptului în urma a peste 5.000 de ani de istorie.
- VISTA (The Virtual Immersive Science and Technology Applications System)
- Șapte centre de cercetare academică
- Nouă expoziții permanente
- Patru galerii de artă
- Un centru de conferințe
- Un forum de dialog

Noua Bibliotecă mai găzduiește și un număr mare de instituții ca:
- Academia Bibliotheca Alexandrinae
- Societatea Arabă pentru Etica Științei și Tehnologiei
- Fundația Anna Lindh pentru dialog intercultural
- Institutul de Studii pentru Pace al Mișcării Suzanne Mubarak
- Proiectul de Cercetare Medicală
- Centrul Jean-Rene Dupuy pentru Lege și Dezvoltare
- Biroul Regional Arab al Academiei de Științe pentru Dezvoltare Mondială
- Biroul Regional al Federației Internaționale a Asociațiilor Bibliotecilor
- Secretariatul Comisiilor Naționale Arabe ale UNESCO
- Rețeaua Orientului Mijlociu și Nord-Africană pentru Economia Protecției Mediului